# Functionaliteit
Functionaliteit is de geschiktheid van een product, apparaat of van computerprogrammatuur om zekere gewenste taken met voldoende kwaliteit, dus doeltreffend, uit te voeren. Geschiktheid voor taken, gebruiksmogelijkheden of toepassingsmogelijkheden zijn ook goede omschrijvingen.
Voorbeeld: De autotelefoon was eerste mobiele telefoon die je mee kon nemen. Hij was zo groot dat hij alleen als autotelefoon bruikbaar was en je kon er mee bellen. Latere versies van mobiele telefoons kregen een grotere functionaliteit.
Met 'grote' functionaliteit wordt bedoeld dat een systeem (apparaat of programmatuur) veel taken kan uitvoeren. Vaak wordt ook 'meer functionaliteiten' gebruikt.